# Alberto Guallart
Alberto Guallart Ramos (Castellón de la Plana, España; 24 de abril de 1936) es profesor de Bellas Artes, ceramista y pintor. Catedrático de Dibujo desde 1967, ha ejercido como pintor y profesor después de su jubilación, habiendo recibido premios y distinciones a su carrera artística.

## Biografía
Hijo de un ceramista de Castellón, pronto aprendió las bases de la cerámica y el dibujo, consiguiendo una beca del Patronato Igualdad de Oportunidades para estudiar Bellas Artes en la Real Academia de Bellas Artes de San Carlos, en Valencia. Alumno del pintor Juan Bautista Porcar, obtuvo algunos premios durante su carrera. Tras concluir su licenciatura en 1959 inició su labor docente en instituciones artísticas de la comunidad valenciana y en Madrid, donde ganó la oposición a Catedrático de Dibujo del Instituto Francisco Ribalta para luego trasladarse al Instituto Penyagolosa, ambos en Castellón. Posteriormente fue profesor de dibujo técnico en el Colegio Universitario de Castellón y en la Universidad Nacional a Distancia (UNED). 
Casado con Margarita Sanfeliú desde 1966, con la que comparte dos hijas y cuatro nietos, sobrevivió con su apoyo a un cáncer que le mantuvo apartado de la actividad docente y artística entre 1975 y 1980 y que supuso una grave operación quirúrgica dirigida por el Dr. Enrique Llovell. Superando todos los pronósticos médicos y con una enorme vitalidad se incorporó, tras serle amputada la lengua, a la actividad docente y a la creación.

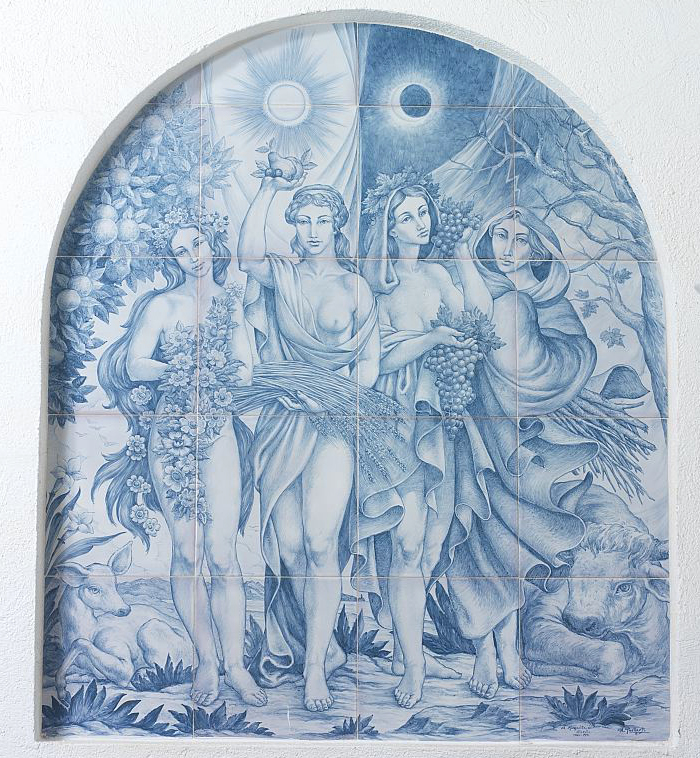
Las tres gracias, cerámica de Alberto Guallart

El ceramista Guallart ha desarrollado su vida profesional en Castellón de la Plana, provincia valenciana de tradición y producción cerámica que se exporta a todo el mundo. Sus trabajos para la industria han sido ingentes, y también el número de exposiciones artísticas tanto de su cerámica como de su pintura. Ha expuesto en muestras colectivas de Valencia y Alicante entre 1957 y 1961, e individualmente en el Colegio Universitario de Castellón (1972), la Casa de la Cultura (1973), en las salas Nonell, Derenzi y Artex, en los Ayuntamientos de Segorbe (1979), Villarreal (1981), Benicarló y Castellón, y en el Museo Nacional de Cerámica “González Martí”, entre otros. 
Comenzando su labor profesional con su padre, el ceramista Rafael Guallart, participó en el panel de los patronos de Lledó, el friso de la lonja del puerto, el mapa provincial y los escudos de la Plaza de María Agustina, en Castellón de la Plana. Destacan de su obra los grandes murales de fincas en la Plaza de Clavé, la calle Asensi, el Instituto Penyagolosa, la fábrica Diago y la Iglesia Arciprestal del Grao en Castellón. Como pintor son relevantes los frescos de la parroquia de Santa Joaquina de Vedruna. 
Respetado y admirado por todos los estamentos artísticos, sociales y educativos de la comunidad valenciana, en 2007 recibió un gran homenaje, que incluía la exposición y el libro sobre su obra “Alberto Guallart, la aristocracia de la cerámica”.